# Montongbaan Selatan
Montongbaan Selatan is een bestuurslaag in het regentschap Oost-Lombok van de provincie West-Nusa Tenggara, Indonesië. Montongbaan Selatan telt 6803 inwoners (volkstelling 2010).